# Yumi Takada
Yumi Takada (jap. 高田 由美 Takada Yumi; ur. 21 września 1961 w Tokio) – japońska aktorka głosowa związana z firmą 81 Produce.

## Role głosowe w anime
- Toby w Lucy May, 1982 rok
- Eri Takigawa w Pojedynek Aniołów, 1984 rok
- Jun Yagami w Starzan, 1984 rok
- Tomochika Yukiko w Cat's Eye, 1985 rok
- Susy w Pollyanna (anime), 1986 rok
- Mel w Zillion (odc. 8), 1987 rok
- Sukeban oraz dziewczyna w Kimagure Orange Road, 1987 rok
- Mīna w Kimba, biały lew, 1989 rok
- Midori-sensei w Ranma ½, 1989 rok
- Penny w Inspektor Gadżet (wersja japońska), 1990 rok
- Marcie w serialu Fistaszki, 1991 rok
- Miyuki Sonobe w Oniisama e, 1991 rok
- Rea w Przygody Syrenki, 1991 rok
- Pani Dori Snell (Midori Yoshinaga w japońskiej wersji) w Shin-chan, 1992 rok
- Sharon w Kot w butach (anime), 1992 rok
- Mushimushi oraz Hachijou Shima w Omakase Scrappers, 1994 rok
- Madoka w Maluda, 1995 rok
- Noriko Okamachi oraz Sailor Ojou (Phage) (odc. 178) Czarodziejka z Księżyca: Sailor Moon Sailor Stars, 1996 rok
- Akiko w Vampire Princess Miyu, 1997 rok
- Bābaberu w serialu animowanym Barbapapa, 1999 rok
- Apis Mellitus w Kamen Rider Agito, 2001 rok
- Hatsuho Kazami (matka Mizuho) w Onegai Teacher, 2002 rok
- Hamtaro – wielkie przygody małych chomików, 2004 rok
- Ichimura Kimie w Jigoku shōjo, 2008 rok

## Niektóre role dubbingowe filmów zagranicznych
- Pirania II: Latający mordercy
- Diddy w Dzieciaki, kłopoty i my
- Stewardesa w Pełna chata
- Oskarżeni
- Star Trek: Stacja kosmiczna
- Erin w Czego pragną kobiety
- Courtney Rawlinson w American Psycho (film)